# .38 Special
.38 Smith & Wesson Special (разговорное .38 Special, .38 Spl или .38 Spc) — фланцевый патрон центрального воспламенения с цилиндрической гильзой. Разработан американской компанией Smith & Wesson как дальнейшее развитие револьверного боеприпаса .38 Long Colt. Нашёл широкое применение в револьверах, помимо этого иногда используется в самозарядных пистолетах и карабинах. Был стандартным боеприпасом полиции США с 1920-х по 1990-е годы. Также широко известен под обозначением 9×29 мм R и 9.1×29 мм R. За более чем столетнюю историю своего использования широко применялся для спортивной целевой стрельбы, охоты и в целях личной самообороны.

## Конструкция
Несмотря на название, настоящий калибр пули равняется 0.357–0.358 дюйма (или 9,07 мм). Пуля патрона .38 Special аналогична пулям .38 Short Colt, .38 Long Colt и .357 Magnum, отличия заключаются в длине гильзы и весе порохового заряда. Оружие под .357 Magnum совместимо с боеприпасами с .38 Special, но не наоборот — оружие, рассчитанное на мощность .38 Special, не выдержит энергии «магнума». Патроны же .38 Short Colt и .38 Long Colt можно безопасно использовать в оружии под .38 Special.

## Боевое применение
Во время испано-американской (1898 г.) и филиппино-американской войн (1899–1902 гг.) было выявлено недостаточное убойное и останавливающее действие патрона .38 Long Colt против физически развитых мужчин, которые находились под воздействием психотропных веществ. Так, воины Моро, употреблявшие наркотические вещества перед боем, в схватке с американцами получали по несколько пулевых ранений в грудь и продолжали сражаться. На замену Long Colt с сохранением совместимости с изготовленным под него оружием и был разработан патрон S&W Special с большей начальной скоростью пули.
В 1904 году неудовлетворительное поражающее действие обоих патронов калибра .38 побудило армию США начать испытания нового пистолетного патрона с большим калибром и дульной энергией, что в конечном итоге привело к разработке и постановке на вооружение патрона .45 ACP (11,43 × 23 мм) и пистолета M1911.